# Martin Scorsese
Martin Scorsese [skorsesi] (* 17. listopadu 1942 New York, USA) je americký režisér, herec, scenárista a pedagog.
Hlavními tématy Scorseseho snímků většinou bývají osudy italoamerické komunity, organizovaný zločin, násilí, silní jedinci i náboženské problémy. Přes četné nominace (např. za filmy Zuřící býk, Mafiáni, Věk nevinnosti, Gangy New Yorku, Letec) Scorsesovo čekání na Oscara trvalo celých 27 let. V roce 2007 získal čtyři ocenění (nejlepší film, režim, střih a adaptovaný scénář) americké Akademie filmových věd a umění za film Skrytá identita. Je považován za jednoho z nejvlivnějších poválečných amerických režisérů.
Martin Scorsese se narodil v newyorském Queensu v dělnické italoamerické rodině. Otec Luciano Charles Scorsese (1912–1993) i matka Catherine Scorsese (1912–1997) byli oba zaměstnáni v oděvním průmyslu. Jako slabé a nemocné dítě, které navíc trpělo astmatem, trávil Martin většinu času doma. V té době se zamiloval do filmového umění. Původní rozhodnutí stát se katolickým knězem bylo přehlušeno touhou po režijní práci; katolický seminář Martin brzy vyměnil za newyorskou univerzitu, kde v roce 1966 dokončil svá filmová studia.

## Šedesátá léta
Scorsese se zapsal na Newyorskou univerzitu (v roce 1964 získal bakalářský titul z angličtiny, v roce 1966 magisterský z režie), kde natočil svá studentská díla: krátké filmy What's a Nice Girl Like You Doing in a Place Like This? (1963) a It's Not Just You, Murray! (1964). Jeho nejslavnějším krátkým filmem z raných let se stal černým humorem oplývající snímek The Big Shave (1967), který pojednává o muži, který se tak dlouho holí, až vykrvácí, protože si břitvou podřízl vlastní krk. Film je Scorseseho příspěvkem k sebezničující americké kampani ve Vietnamu, čemuž nasvědčuje i alternativní název Viet '67. Nehledě na téma snímku, formální zpracování dalo tušit, že se tu rodí nový filmový velikán.
Již roku 1967 pak Scorsese natočil svůj první celovečerní film, černobílý snímek Kdo to klepe na moje dveře?, kde si zahrál mladíček Harvey Keitel a o střih se postarala Thelma Schoonmaker, z nichž se stali na dlouhá léta věrní Scorseseho spolupracovníci. Film byl čitelnou předzvěstí budoucí Scorseseho slávy, vlastně jakousi zkouškou na sucho Špinavých ulic. Už v této rané formě byly zřejmé hlavní znaky příští Scorseseho tvorby: cit pro vystižení italoamerické atmosféry New Yorku, rychlý střih, soundtrack jako všehochuť rockových melodií a problémy i pochybnostmi pronásledovaný muž v hlavní roli.

## Sedmdesátá léta
Scorsese se seznámil s příslušníky nové americké režijní školy sedmdesátých let: Francisem Fordem Coppolou, Brianem De Palmou, Georgem Lucasem a Stevenem Spielbergem. Právě Brian De Palma mu představil Roberta De Nira, jenž se stal blízkým Scorseseho přítelem a spolupracovníkem. Scorsese pracoval jako jeden ze střihačů filmu Woodstock a setkal se i se slavným režisérem Johnem Cassavetesem, který se stal jeho přítelem i učitelem.

### Špinavé ulice
Roku 1972 Scorsese natočil depresivní gangsterku Berta z dobytčáku pro producenta Rogera Cormana, který pomohl nahoru režisérům takových kvalit jako Francisi Fordu Coppolovi, Jamesi Cameronovi a Johnu Saylesi. Ačkoliv je Berta z dobytčáku považována za méně významné dílo, Scorseseho naučila, jak vyrobit film rychle a levně, a připravila ho na jeho první spolupráci s Robertem De Nirem ve Špinavých ulicích.
Špinavé ulice byly rozhodujícím snímkem pro Scorseseho, De Nira i Harvey Keitela. Scorseseho styl se tu projevil ve své plné síle: mužské naparování, krvavé násilí, téma katolictví a viny a trestu, živý New York, bleskurychlý střih a povinný rockový soundtrack. Přes zcela nový přístup se na Scorseseho stylu zcela jistě podepsal vliv Johna Cassavetese a raného Jean-Luca Godarda. (Samotný snímek byl Johnem Cassavetesem přijat mnohem příznivěji než Berta v dobytčáku, o níž si John Cassavetes myslel, že není hodna režiséra Scorseseho talentu). Herečka Ellen Burstyn si v roce 1974 vybrala Scorseseho, aby ji režíroval ve snímku Alice tu už nebydlí, za nějž pak získala Oscara pro nejlepší herečku v hlavní roli. Ačkoliv byl film přijat velmi kladně, ve Scorseseho rané kariéře se jedná spíše o výjimku, a to především kvůli pozornosti, která je zde upřena na ženskou postavu.
Scorsese se vrátil do newyorské Little Italy, aby se věnoval svým italským kořenům, když natočil snímek Italianamerican, dokument vesměs o svých rodičích Charlesovi a Catherine Scorsese, kteří si posléze zahráli v několika pozdějších filmech svého syna. (Catherine Scorsese mnoho let pracovala jako hlavní nákupčí Scorseseho filmového štábu a Charles Scorsese pomáhal s filmovými kostýmy.)

### Taxikář
Roku 1976 Scorsese šokoval filmovou veřejnost kultovním snímkem Taxikář, nemilosrdným, ponurým a násilným portrétem samotáře, který propadá své psychopatii a krutému prostředí nočního Manhattanu.
Scorsese režii věnoval obrovskou pozornost a použitím skokového střihu, expresivního osvětlení, záběrů z nejrůznějších zorných úhlů i velmi pomalého pohybu kamery dosáhl dokonalého vhledu do složité hrdinovy osoby. Nesmírná síla Taxikáře tkví nesporně především ve vynikajícím výkonu Roberta De Nira, zajímavě však svoji kontroverzní roli dětské prostitutky pojala i vycházející hvězdička Jodie Fosterová.
Taxikář také zahájil Scorseseho spolupráci se scenáristou Paulem Schraderem. Snímek obsahuje řadu tematických podobností s prací francouzského režiséra Roberta Bressona (včetně výrazných narážek) – především s filmem Pickpocket (v podstatě opět deník samotáře posedlého utkvělou představou, jenž nachází vykoupení). Schrader se ostatně často obracel k Bressonovým dílům (např. Americký gigolo, Muž bez spánku nebo Scorseseho Počítání mrtvých).
Na první stránky novin se Taxikář vrátil o pět let později, když roku 1981 spáchal John Hinckley atentát na amerického prezidenta Ronalda Reagana a následně tvrdil, že to udělal kvůli postavě Jodie Fosterové Iris (v Taxikáři hlavní hrdina Travis Bickle, uvažuje o atentátu na jistého senátora).
Taxikář získal Zlatou palmu na festivalu v Cannes a byl nominován na čtyři Oscary, včetně toho za nejlepší snímek.
Nadšené přijetí Taxikáře povzbudilo Scorseseho k realizaci prvního vysokorozpočtového projektu: stylizovaného muzikálu New York, New York. Tato citlivá Scorseseho pocta rodnému městu a klasickým muzikálům starého Hollywoodu se však setkala s malým úspěchem: jak u diváků, tak u kritiky.

### New York, New Yorka menší dokumentární práce
New York, New York byla třetí Scorseseho spolupráce s Robertem De Nirem, v hlavní ženské roli se objevila Liza Minnelliová, což byla jedna z mnoha upomínek na jejího otce, legendárního režiséra nejen muzikálů Vincenta Minelliho. Navzdory obvyklému Scorseseho zaujetí a stylistické bravuře mnoho kritiků konstatovalo, že se film příliš podřídil studiové atmosféře a zvlášť v porovnání s předchozími Scorseseho díly působí příliš mdle. Ale ač je snímek často přehlížen, nabízí jeden z Scorseseho pohledů na mužskou paranoiu a nestálost srovnatelný s těmi, které Scorsese zachytil ve Špinavých ulicích, Taxikáři a později v Zuřícím býkovi.
Neúspěch snímku New York, New York připravil Scorsesemu těžkou depresi a vážnou závislost na kokainu. Přesto našel dostatek sil, aby vytvořil vysoce ceněný Poslední valčík (1978), dokument o posledním koncertu skupiny The Band. Dalším Scorseseho dokumentem byl American Boy (1978) o zajímavém herci Stevu Princovi, představiteli nafoukaného obchodníka se zbraněmi z Taxikáře. Následovalo období divokých večírků, což poničilo beztak slabé Scorseseho zdraví.

## Osmdesátá léta

### Zuřící býk
Podle mnoha údajů (včetně Scorseseho samého) zachránil Martinovi Robert De Niro život, když ho přesvědčil, aby se zbavil své závislosti a natočil podle názoru většiny kritiků svůj vůbec největší film – snímek Zuřící býk (1980). Přesvědčen o tom, že nemůže natočit nic jiného, se Scorsese plně soustředil na násilím překypující biografii boxera střední váhy Jaka LaMotty, přezdívaného Bronx Bull (Býk z Bronxu). Snímek je považován za mistrovské dílo a renomovaný britský časopis Sight and Sound ho zvolil nejlepším filmem osmdesátých let. Obdržel osm oscarových nominací, včetně těch za nejlepší snímek, nejlepšího herce pro Roberta De Nira a režii (první Scorseseho nominace). De Niro stejně jako Thelma Schoonmaker za střih si sošku odnesli, avšak Scorsese musel gratulovat Robertu Redfordovi, jenž byl oceněn za svůj režijní debut, snímek Obyčejní lidé.
Zuřící býk, nasnímaný vysoce kontrastní černobílou kamerou, je patrně vrcholem Scorseseho režijního stylu. Taxikář a New York, New York byly točeny za pomocí expresionistických metod, aby bylo dosaženo ideálního psychologického obrazu postav. V Zuřícím býkovi se projevily další výrazné filmařské extrémy: častý pomalý pohyb kamery realizovaný plynulými jízdami a extravagantní deformování perspektivy (časté změny snímané strany během boxerského zápasu). Obsahově je dále rozvíjeno vyhrocené téma Špinavých ulic a Taxikáře: nestálé mužské postavy, násilí, vina a vykoupení.
Ačkoliv v titulcích filmu byli jako scenáristi uvedeni Paul Schrader a Mardik Martin (který dříve spolupracoval na Špinavých ulicích), konečný scénář se od toho Schraderova výrazně lišil. Byl několikrát přepisován různými autory včetně Jay Cockse (pozdější spoluautor Věku nevinnosti a Gangů New Yorku). Do konečné verze ho upravili samotní Scorsese a Robert De Niro.

### Král komedie
Dalším Scorseseho projektem byla pátá spolupráce s Robertem De Nirem: film Král komedie (1983). Jednalo se o absurdní satiru na svět médií a celebrit, Scorsese se tak vydal zcela novou cestou. I z formálního hlediska byl snímek natočen klidnějším způsobem s častým použitým statické kamery a dlouhých záběrů. Dřívější Scorseseho expresionismus jako by plynule přešel v takřka surrealistický styl. Stále se však jednalo o typické Scorseseho dílo: kromě newyorského prostředí vykazuje řadu podobností s Taxikářem, a to především postavu posedlého samotáře, který dosáhne úspěchu kriminálním činem (Taxikář – vražda, Král komedie – únos). Král komedie se nedočkal přílišného kasovního úspěchu, zato byl velmi ceněn kritikou a v nynější době stále nabírá na aktuálnosti.
V roce 1983 Scorsese začal pracovat na projektu, o kterém již dlouho uvažoval, Posledním pokušení Krista, vycházejícím z knihy Nikose Kazantzakise z roku 1951. S tímto tématem se Scorsese seznámil prostřednictvím herečky Barbary Hershey, která v druhé polovině šedesátých let navštěvovala stejnou školu. Film měl být natočen pod hlavičkou Paramountu, ale těsně před začátkem natáčení Paramount od projektu odstoupil kvůli kontroverznosti tématu, která vyvolala nevoli mnohých křesťanských skupin. V této nakonec nerealizované verzi z roku 1983 měl Aidan Quinn hrát Ježíše a Sting Piláta. (V roce 1988 si ve vlastním filmu zahrál Ježíše Willem Dafoe a Piláta David Bowie.)

### Menší práce
Po krachu projektu Posledního pokušení Krista se Scorsese opět ocitl v kritické situaci, jak to popisuje v dokumentu Filming Your: Making 'After Hours' (2004). Pochopil, že stále více komerční Hollywood osmdesátých let už nepřeje stylizovaným a osobním filmům sedmdesátých let, na nichž založila Scorseseho režisérská generace svoji slávu, a rozhodl se naprosto změnit přístup k filmování. Snímkem Po zavírací době (1985) se vrátil k nezávislému, takřka undergroundovému stylu práce. Film byl natáčen se zanedbatelným rozpočtem v nočním manhattanském SoHo, jedná se o černou komedii o jedné neuvěřitelně smolné noci obyčejného Newyorčana (Griffin Dunne); v drobných roličkách si ve snímku zahráli tak rozdílní herci jako Teri Garr a komediální dvojice Cheech Marin a Tommy Chong. Snímek Po zavírací době se zařadil k slavným nízkorozpočtovým, ale zkultovnělým dílům osmdesátých let (např. Něco divokého Jonathana Demma nebo Repo Man Alexe Coxe).
Před světoznámým videoklipem Michaela Jacksona Bad, který Scorsese natočil v roce 1987, pracoval ještě na snímku Barva peněz (1986) – pokračování klasického filmu s Paulem Newmanem Hazardní hráč (1960). (Originál natočil Robert Rossen, který je též autorem boxerského snímku Tělem a duší (1947), jenž velmi ovlivnil Zuřícího býka). I přes typickou formální svébytnost byla Barva peněz prvním Scorseseho krokem do světa filmového mainstreamu komerčních snímků. Paul Newman byl za svoji roli oceněn Oscarem a Scorsesemu úspěch filmu zajistil dost vlivu, aby se mohl vrátit ke svému vysněnému projektu: k Poslednímu pokušení Krista.

### Poslední pokušení Krista
Po mírném flirtu s komerčním Hollywoodem v polovině osmdesátých let se Scorsese vrátil ke svému osobnímu tématu snímkem Poslední pokušení Krista, ke kterému se konečně dostal roku 1988 a opět pro něj využil scénáře Paula Schradera. Vycházeje z kontroverzního románu Nikose Kazantzakise z roku 1951, převyprávěl Scorsese život Ježíše Krista se zřetelem na jeho lidskou stránku. Ještě před uvedením snímku do kin vyvolalo Poslední pokušení Krista rozporuplné reakce a celosvětové protesty proti údajnému rouhání, které samozřejmě přispěly i k propagaci filmu, jenž se jako nízkorozpočtový stal celosvětovou senzací. Nejošidnějším okamžikem je bezesporu snová sekvence, která ukazuje Krista, jenž se oženil a založil rodinu s Máří Magdalenou.
Přes všechny kontroverze se Poslední pokušení kritice líbilo a v mnohém připomnělo nejvýznamnější a nejdůležitější minulá Scorseseho díla: především důrazem na spirituální a duchovní tón, který se promítl i do předchozích Scorseseho filmů. Martin byl podruhé nominován na Oscara za nejlepší režii, znovu se sošky ale nedočkal.
Společně s Woodym Allenem a Francisem Fordem Coppolou se v roce 1989 Scorsese podílel na povídkovém filmu Povídky z New Yorku, konkrétně svoji povídkou Lekce.

## Devadesátá léta do 2006

### Mafiáni
Po zvláštním a problémy přeplněném desetiletí přišel gangsterský epos Mafiáni (1990), který znamenal bleskový návrat k sebevědomému Scorseseho režijnímu stylu, známému především ze Zuřícího býka. Návrat k Little Italy, De Nirovi a Joe Pescimu nabídl virtuózní ukázku Scorseseho režisérské bravury a obnovil, navýšil a upevnil Martinovu reputaci.
Na druhou stranu Mafiáni zahájili éru, která znamenala řadu technicky bezchybných, podle některých kritiků však méně podnětných filmů. Pro většinu obyčejných filmových fanoušků se ale právě Mafiáni stali Scorseseho kultovním dílem.
Scorsese byl znovu nominován na Oscara za nejlepší režii, ale opět ho předstihl debutující režisér – tentokrát Kevin Costner. Roku 1990 si Scorsese zahrál malou roličku Vincenta van Gogha ve filmu Sny Akiry Kurosawy slavného japonského režiséra Akiry Kurosawy.

### Mys hrůzy
Poté přišel Mys hrůzy (1991), remake slavného snímku z roku 1962 a Scorseseho sedmá spolupráce s Robertem De Nirem. Jako další výlet do mainstreamu se jednalo tentokrát o vysoce stylizovaný thriller, čerpající ze slavných filmů Alfreda Hitchcocka nebo snímku The Night of the Hunter Charlese Laughtona (1955). Kritikou byl přijat rozporuplně a z mnoha kruhů byl haněn za scény násilí na ženách. V každém případě se však Scorsesemu na tomto ponurém námětu dostalo širokého pole působnosti k experimentům v oblasti filmových triků a efektů. Film byl nominován na dva Oscary. Jen v USA vydělal 80 000 000 dolarů a na třináct let se stal Scorseseho komerčně nejúspěšnějším filmem. (Z této pozice byl sesazen až Letcem.)

### Věk nevinnosti
Zdánlivě nečekaným dílem ve Scorseseho kariéře se stala opulentně a velkoryse zpracovaná adaptace románu Edith Wharton o puritánské společnosti New Yorku pozdního 19. století Věk nevinnosti. Avšak podprahová psychologie, nesmírná pozornost ke každému detailu a vizuální filmové hody jasně prozrazují ruku zkušeného Scorseseho.

### Casino

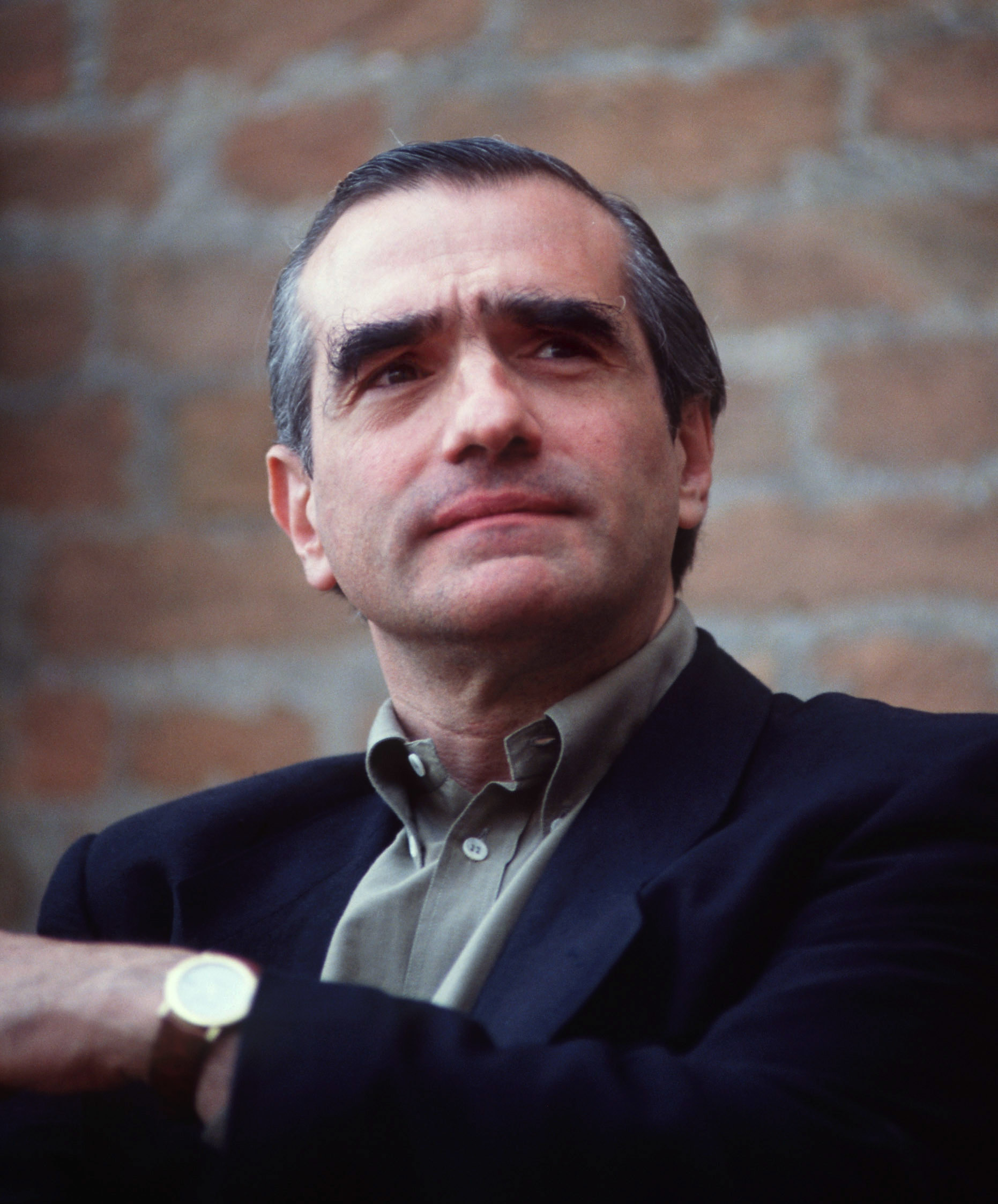
Scorsese v roce 1995

Finančně náročný, násilný snímek z roku 1995 Casino se podobně jako Věk nevinnosti zaměřil na postavu zdánlivě nezranitelného muže, jehož pevně uspořádaný život je stále více narušován přívalem nepředvídatelných událostí. To, že byl tento příběh podán jako násilný gangsterský film, ho udělalo mnohem stravitelnější pro filmové fanoušky, kteří byli překvapeni Scorseseho minulým snímek. Od kritiky se Casino dočkalo smíšené odezvy, což bylo zčásti způsobeno jeho výraznou stylistickou podobností Mafiánům. Nejkřiklavější analogií byl zřejmě casting Joea Pesciho do role divokého psychopata.Casino je patrně nejnásilnějším Scorseseho filmem. Některé z jeho scén působí až dokumentárním stylem. Na rozdíl od většiny předchozích Scorseseho děl si Casino vyžádalo i nemalé technické prostředky.
Velmi ceněným Scorseseho počinem byl dokument Martin Scorsese v roli průvodce americkým filmem (1995), čtyřhodinové dílo mapující historii americké kinematografie od dob němého filmu po rok 1969 (tehdy začal točit sám Scorsese, který nechtěl komentovat tvorbu svých současníků).

### Kundun
Pokud Věk nevinnosti připravil některým Scorseseho fanouškům rozčarování, zašel snímek Kundun (1997) ještě dále, a to nejen svým tématem raného života 14. dalajlámy, čínské invaze do Tibetu a následného dalajlámova exilu v Indii. Scorsese ve filmu použil i pro něj velmi neobvyklé formální a narativní postupy. Tradičně dramatičnost zdůrazňující přístup tak tentokrát ustoupil do pozadí a byl nahrazen takřka meditativním sledem barvitých obrazů.
Snímek zvedl Scorseseho reputaci, všeobecně je však brán jako odbočka ze stávajícího trendu Scorseseho díla. (V každém případě se ale jedná o profil další velké osobnosti světových náboženství – po Ježíšovi z Posledního pokušení Krista).

### Počítání mrtvých
Počítání mrtvých (1999) byl návrat k důvěrně známému newyorskému prostředí a scénáři Paula Schradera a neodpustilo si řadu odkazů na slavného Taxikáře. Podobně jako předchozí spolupráce Scorseseho a Schradera i Počítání mrtvých je značným způsobem inspirováno filmy Roberta Bressona a snímek má leccos společného i se Scorseseho filmem Po zavírací době.
V roce 1999 Scorsese produkoval dokument o italské kinematografie jménem Il mio viaggio in Italia. Tento projekt předznamenal příští Scorseseho režijní počin, epickou podívanou Gangy New Yorku (2002), ovlivněnou mezi jinými takovými veličinami italského filmu jako režisérem Luchinom Viscontim. Samotný snímek se pak natáčel v Mekce italského filmu – ve slavném Cinecittà.

### Gangy New Yorku
S rozpočtem přes 100 milionů dolarů se Gangy New Yorku staly Scorseseho zatím největším a patrně nejvíce komerčním filmem. Stejně jako Věk nevinnosti se snímek odehrává v 19. století a zahrál si v něm Daniel Day-Lewis a Scorseseho „De Niro“ 21. století Leonardo DiCaprio. Podstatným rozdílem je ovšem naprosto opačné sociální prostředí filmu. Produkci provázelo mnoho problémů, kolovaly nejrůznější zvěsti o režisérových konfliktech se studiem Miramax a jeho šéfem Harvey Weinsteinem.
Přes odmítnutí uměleckých kompromisů jsou Gangy New Yorku zřejmě nejvíce konvenčním Scorseseho filmem: obvyklé režijní prvky – jako postavy a flashbacky pro pouhé vysvětlování děje –, které Scorsese nikdy neuznával, se tu vyskytují v hojné míře. Původní hudební doprovod pravidelného Scorseseho spolupracovníka Elmera Bernsteina byl nahrazen hudbou Howarda Shora a mainstreamovými rockovými umělci U2 a Peterem Gabrielem: ne-li komerčnějšími, určitě méně dobovými.
Avšak přinejmenším centrálními tématy se film velmi přiblížil předchozí Scorseseho tvorbě: New Yorku, násilí a problémům etnických subkultur.
Původně měl být film poprvé uveden do kin v zimě roku 2001, aby tak mohl zasáhnout do bojů o prestižní oscarové ocenění; Scorsese však natáčel až do roku 2002, načež studio snímek uvolnilo až na konci roku 2002, aby mohl být použitelný pro nastávající udělování Oscarů. V únoru 2003 obdržely Gangy New Yorku deset oscarových nominací, včetně nominace na nejlepší film, režii a herce pro Daniela Day-Lewisa. Pro Scorseseho to byla čtvrtá nominace, a ačkoliv většina kritiků předpokládala, že to tenkrát Martinovi vyjde, Oscara si nakonec odnesl Roman Polański.

### Letec
Scorseseho dalším počinem byl Letec (2004), vysokorozpočtová, velkolepá biografie režiséra, producenta, legendárního excentrika, multimilionáře a leteckého průkopníka Howarda Hughese. Podobně jako Gangy New Yorku a především jako New York, New York byl Letec pokusem o symbiózu autorsky citlivého filmu s konvenčním přístupem zlaté hollywoodské éry. V tomto ohledu byl Scorsese úspěšný jen částečně, Scorsese rozhodně dokázal natočit vynikající poctu velké postavě amerického filmu, za což si vysloužil uznání akademiků, mnozí kritici se však vyjádřili v tom smyslu, že snímek neodráží celou režisérovu osobnost a je natočen víceméně anonymním stylem.
Letec byl nominován na šest Zlatých glóbů, včetně nominací za nejlepší drama, režiséra, scénář a herce pro Leonarda DiCapria. Nakonec se musel spokojit s polovinou proměněných nominací – ovšem odnesl si ocenění za nejlepší drama. V lednu roku 2005 byl nejčastěji nominovaným filmem na Oscara, podařilo se mu to hned v jedenácti kategoriích, včetně v té za nejlepší film. Nevyhnuly se mu ani nominace v takřka všech ostatních důležitých kategoriích, a to nominace na nejlepší film, pátá Scorseseho nominace na nejlepší režii, nominace na nejlepšího herce v hlavní roli pro (Leonarda DiCapria), nejlepší herečku ve vedlejší roli pro (Cate Blanchett) a v kategorii herce ve vedlejší roli vyšlo i na Alana Aldu. Nakonec ale snímek získal jen pět sošek: za nejlepší herečku ve vedlejší roli, kameru, výpravu, kostýmy a střih. Scorsese znovu odešel s prázdnou. Tentokrát se radoval Clint Eastwood, jehož Million Dollar Baby se stala i nejlepším snímkem roku.

### Skrytá identita
Kriminální drama z roku 2006 Skrytá identita je remakem hongkongského filmu Volavka (2002). Je příběhem tajného policisty Billyho Costigana (Leonardo DiCaprio), jehož úkolem je infiltrovat bostonskou zločineckou síť, kterou vede boss Costello (Jack Nicholson). Dále je tu také Colin Sullivan (Matt Damon) a ten má za úkol infiltrovat policii, aby tam získával informace pro mafiánského bosse. Oba dva se snaží, aby jejich identita nebyla odhalena. Film byl oceněn celkem čtyřmi Oscary.

## 2010 po současnost
- 2010 – Prokletý ostrov
- 2011 – Hugo a jeho velký objev
- 2013 – Vlk z Wall Street
- 2016 – Mlčení
- 2019 – Irčan

## Plány
- V kuloárech obíhá informace, že by se Scorsese a Leonardo DiCaprio měli pustit do biografie Theodora Roosevelta.
- Scorsese má také plné ruce práce jako prezident Film Foundation, neziskové organizace zabývající se záchranou amerického filmového dědictví.

## Charakteristika režiséra
- Často obsazuje Roberta De Nira, Harvey Keitela, Joea Pesciho, Daniela Day-Lewise a v posledních letech i Leonarda DiCapria.
- Často spolupracuje se střihačkou Thelmou Schoonmaker.
- Své filmy často zahajuje segmenty z konce nebo ze středu samotného příběhu – např. Zuřící býk (1980), Mafiáni (1990), Casino (1995).
- Často používá velmi pomalý pohyb kamery – např. Špinavé ulice (1973), Taxikář (1976), Zuřící býk (1980).
- Hrdiny Scorseseho snímku nezřídka bývají nepřizpůsobiví jedinci, kteří se nedokáží začlenit do společnosti.
- Scorsese pravidelně spolupracuje s hudebníkem Robbie Robertsonem, který se podílel na snímcích Zuřící býk, Král komedie, Barva peněz, Casino a Gangy New Yorku.
- Ve svých dílech Scorsese často používá diegetickou hudbu – tzn. takovou, jejíž zdroj je přímou součástí filmu (orchestr, radio apod.).
- Scorseseho hlavní ženské postavy obvykle představují pro své mužské protějšky andělské a nadpozemské bytosti, v prvních scénách bývají oblečeny v bílém a jsou snímány dlouhým záběrem (Cybill Shepherd z Taxikáře, Cathy Moriarty a její bílé plavky ze Zuřícího býka, Sharon Stone z Casina). V průběhu filmu se však dřívější obraz těchto hrdinek velmi zakalí.
- Pro Scorseseho práci se záběrem jsou charakteristické dlouhé nepřerušované kamerové jízdy.
- Scorsese však také velmi často používá agresivní pohyb snímajících kamer a velmi rychlý střih zarámovaný populární hudbou.
- Dříve pravidelně spolupracoval se skladatelem Elmerem Bernsteinem a v poslední využívá pomoci Howarda Shora.
- Úvodní titulky k Mafiánům, Věku nevinnosti, Casino a Mysu hrůzy jsou dílem Elaine a Saula Basse. Saul Bass je tvůrcem titulků k novějším filmům Alfreda Hitchcocka.
- Za života svých rodičů Charlese a Catherine je často obsazoval do menších roliček svých filmů.

## Témata Scorseseho filmů
Scorseseho filmy jsou výrazně ovlivněny jeho katolickou výchovou a dětskou touhou po kněžství. Scorsese sám poznamenal, že v dětství v jeho okolí byli nejvlivnějšími lidmi gangsteři a kněží.
Spása a hřích jsou ústřední tématy Scorseseho filmů. Jeho hrdinové obvykle hledají vykoupení ze světa zločinu a nepravosti, čehož dosahují pomocí utrpení a krvavého pokání. Charlieho poslední scéna ze Špinavých ulic, běsnění Travise Bickla z Taxikáře, bušení do zdi vězeňské cely Jaka LaMotty jsou patrně vyjádřením posedlostí hříchem a touhou po vykoupení.
Scorseseho pozdější filmy jsou v tomto ohledu stále pesimističtější. Mafiáni, Casino a Letec končí tím, že jsou jejich hrdinové lapeni v metaforickém očistci, z nějž zřejmě není úniku.
Dalšími výraznými prvky Scorseseho filmů jsou utkvělé představy a osamělost. Hrdinové jsou samotáři, kteří jsou ovládáni emocemi, jež nemohou plně zvládat a které nakonec vyústí v nekontrolovaný záchvat psychického i fyzického násilí. To je jedním z důvodů velkého zájmu herců o Scorseseho role, neboť se jim v nich nabízejí extrémně dynamické charaktery.
Postupné hroucení se vybudovaného světa je dalším Scorseseho velkým tématem, a to především v jeho gangsterských filmech. Hrdinové se zmítají mezi pokušeními, kterým je vystavuje jejich materiální existence, což vede ke zkáze jejich světa a někdy i k duchovní očistě. Nejexplicitněji je to vyjádřeno v Zuřícím býkovi, jenž končí veršem z Nového zákona, předneseným slepcem, který byl uzdraven Ježíšem. (Tento odkaz může být chápán i jako věnování Haigu P. Manoogianovi, Scorseseho newyorskému učiteli.)

## Oscary
Do roku 2007 a vyhlašování výsledků hlasování o udělení prestižních cen Oscar v Los Angeles, dostal Martin Scorsese pět nominací na tuto cenu. To ho řadilo do společnosti Alfreda Hitchcocka (5 nominací), Roberta Altmana (5 nominací), Stanleyho Kubricka (4 nominace), Federica Felliniho (4 nominace) nebo Ingmara Bergmana (3 nominace), kteří byli taktéž vždycky neúspěšní. (Ovšem Hitchcock, Altman, Fellini a Bergman byli oceněni čestným Oscarem za celoživotní dílo). Tato smůla se však protrhla a film Skrytá identita byl oceněn hned několikrát – mezi jimiž byl i Oscar za nejlepší režii.
„Můžete radši ještě jednou zkontrolovat obálku?“ vyzval své kolegy Francise Forda Coppolu, George Lucase a Stevena Spielberga překvapený Scorsese, když mu předávali sošku.
- nejlepší film
- nejlepší režie
- nejlepším střih
- adaptovaný scénář

## Režijní filmografie
- Vesuvius VI (krátkometrážní) (1959)
- What's a Nice Girl Like You Doing in a Place Like This? (1963)
- It's Not Just You, Murray! (1964)
- Velké holení (krátkometrážní) (1967)
- Kdo to klepe na moje dveře (1967)
- Street Scenes (1970)
- Berta z dobytčáku (1972)
- Špinavé ulice (1973)
- Italianamerican (1974)
- Alice už tu nebydlí (1974)
- Taxikář (1976)
- New York, New York (1977)
- American Boy: A Profile of Steven Prince (1978)
- The Last Waltz (1978)
- Zuřící býk (1980)
- Král komedie (1983)
- Po zavírací době (1985)
- Neuvěřitelné příběhy (epizoda Mirror, Mirror) (1986)
- Barva peněz (1986)
- Neuvěřitelné příběhy (epizoda Mirror, Mirror) (1986)
- Bad (videoklip) (1987)
- Location Production Footage: The Last Temptation of Christ (1988)
- Poslední pokušení Krista (1988)
- Povídky z New Yorku (část) (1989)
- Mafiáni (1990)
- Made in Milan (1990)
- Mys hrůzy (1991)
- Amazing Stories: Book Four (část Mirror, Mirror) (1992)
- Věk nevinnosti (1993)
- Michael Jackson: Video Greatest Hits – HIStory (videoklip Bad) (1995)
- Casino (1995)
- Martin Scorsese v roli průvodce americkým filmem (1995)
- Kundun (1997)
- Mio viaggio in Italia, Il (1999)
- Počítání mrtvých (1999)
- The Concert for New York City (část „The Neighborhood“) (2002)
- Gangy New Yorku (2002)
- The Blues (epizoda Feel Like Going Home) (2002)
- Michael Jackson: Number Ones (videoklip Bad) (2002)
- Letec (2004)
- Lady by the Sea: The Statue of Liberty (2004)
- Bob Dylan (2005)
- Skrytá identita (2006)
- The Key to Reserva (2007)
- Shine a Light (2008)
- Prokletý ostrov (2010)
- Hugo a jeho velký objev (2011)
- Vlk z Wall Street (2013)
- The Audition (2015)
- Mlčení (2016)
- Irčan (2019)
- Killers of the Flower Moon (2023)